# Solarigrafia

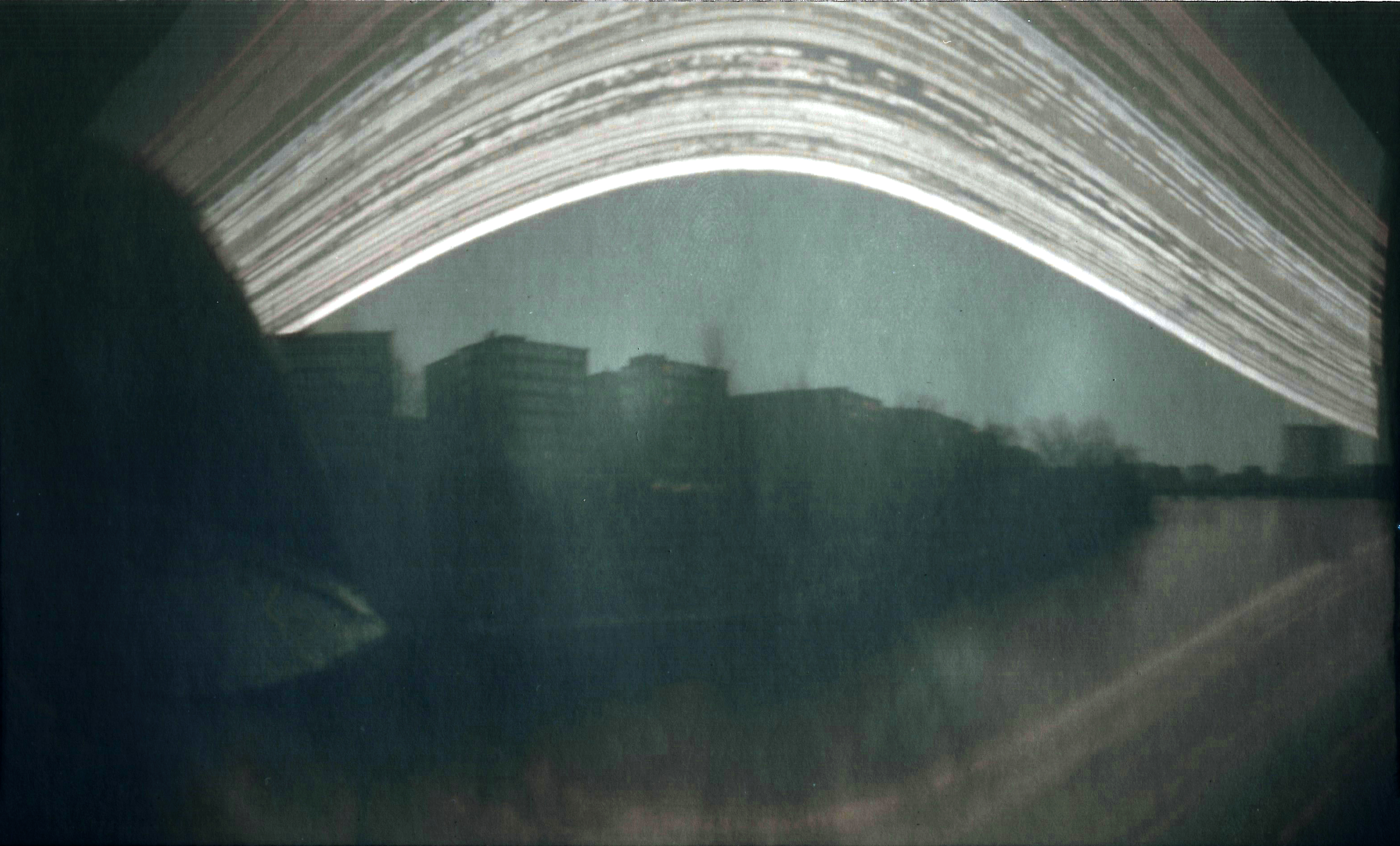
Solarigrafia dels recorreguts del sol entre l'estiu de 2014 i el març del 2015 des del pont Comtessa Eylo sobre el Pisuerga, Valladolid.

La Solarigrafia és una tècnica fotogràfica que utilitza paper fotogràfic sense revelat i una càmera estenopeica per captar imatges que recullen el recorregut diari del sol pel cel mitjançant temps d'exposició molt llargs, entre diverses hores i molts mesos.
Va sorgir l'any 1999 a partir de la idea de Slawomir Decyk, Pawel Kula i Diego López Calvín. És considerat un dels mètodes alternatius de la fotografia més recents, d'abast minoritari encara que va guanyant aficionats a tot el món gràcies principalment als llits d'Internet: blocs, xarxes socials o projectes concrets en pàgines particulars.

## Inicis
Existeixen alguns experiments previs que han captat el recorregut del sol d'alguna forma mitjançant exposicions perllongades, ja sigui involuntàriament o amb finalitats científics, encara que en general es tracta de la unió de múltiples exposicions. L'any 1999 el fotògraf sorià Diego López Calvín, a la recerca d'una manera de captar el sol a la fotografia, va contactar amb els polonesos Slawomir Decyk i Pawel Kula, que havien experimentat amb l'exposició de paper fotogràfic sense revelar. La seva col·laboració es va plasmar en el projecte "Solaris" que va asseure les bases de la nova tècnica i va crear el nom "solarigrafia", alhora que va començar a divulgar-la.
Des de llavors,a mesura que altres fotògrafs o afeccionats han anat coneixent i practicant aquesta tècnica fotogràfica, s'han anat desenvolupant altres projectes, tallers, exposicions i col·leccions a la xarxa sobre de solarigrafies.

## Fonaments tècnics i procediment

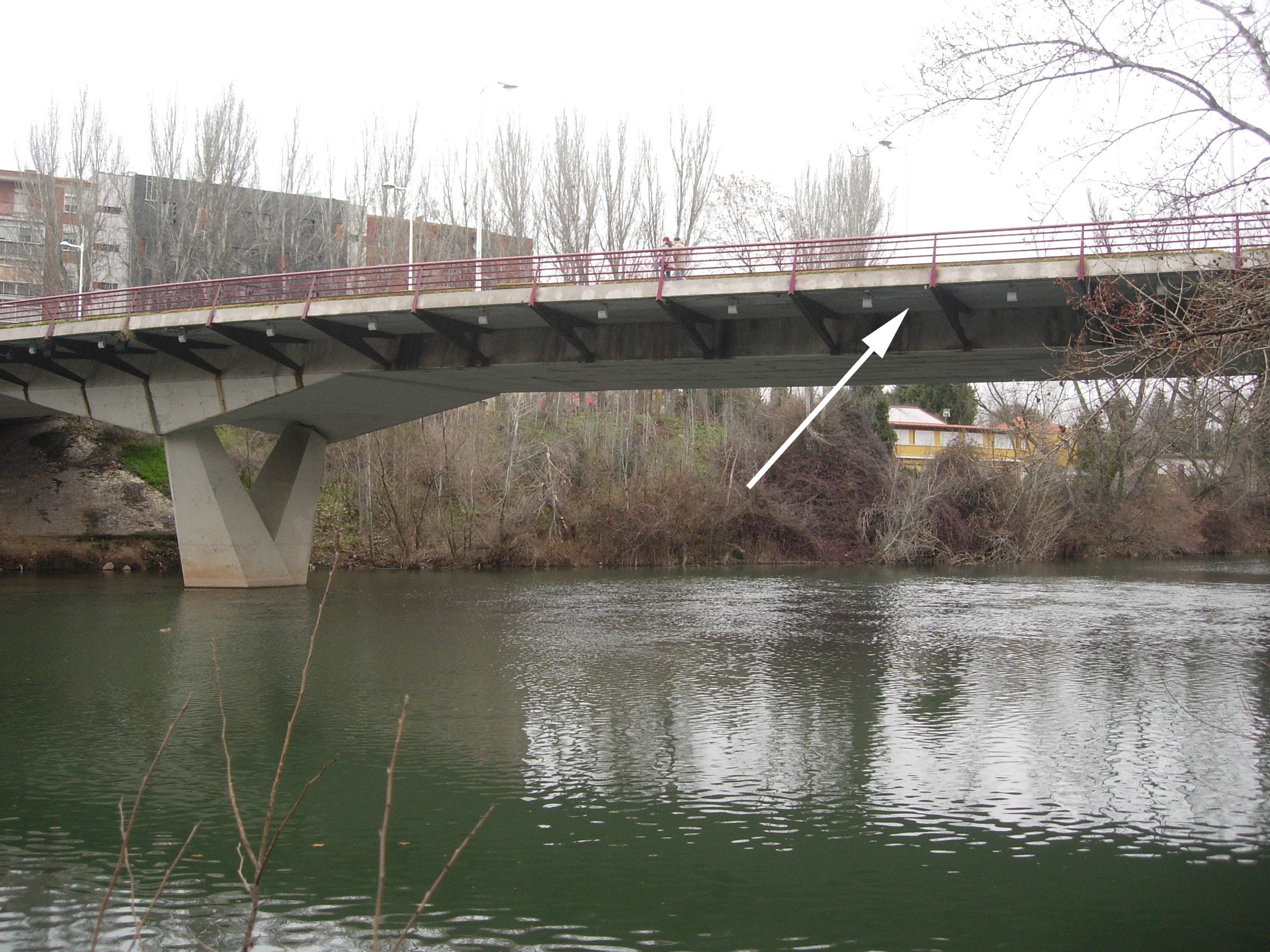
Situació d'una càmera solarigráfica, una llauna, enganxada sota un pont durant l'obtenció de la foto superior (imatge 1).

La clau de la tècnica està en la propietat del paper fotogràfic d'enfosquir-se a la llum directament sense arribar a revelar-ho, aportant involuntàriament la sensibilitat ultra baixa necessària per a exposicions tan llargues. Encara que poden emprar-se lents en l'obtenció de solarigrafies amb temps d'exposició d'algunes hores, per a les exposicions més llargues és més convenient un petit orifici per on entra la llum a la càmera, la qual cosa permet l'ús de càmeres casolanes (com llaunes de beguda, pots de rodets fotogràfics, tubs de plàstic, reciclatge, etc.).
Com les càmeres han de romandre fixes al seu lloc durant molt de temps, la seva fabricació casolana facilita que passin desapercebudes als vianants, tot possibilitant la presa simultània d'imatges al mateix temps i en diferents llocs (comptant amb la probabilitat que algunes d'aquestes es perdin).
És habitual l'ús de càmeres cilíndriques que donen amplis angles de visió apropiats per a la tècnica. A més a més, en aquestes el paper corbat és menys procliu a bombar-se pels canvis de temperatura i humitat. Dins del recipient que fa de càmera es col·loca un paper fotogràfic per a blanc i negre, i una vegada fixa la càmera en el lloc triat, usualment apuntant a l'est, sud o oest, es deixa al descobert l'orifici petit per on entrarà la llum fins que la càmera sigui recollida.
La imatge, ja visible en aquest moment al paper, és negativa i efímera, ja que la llum segueix impressionant l'emulsió si es mostra, per la qual cosa és necessari protegir el paper de la llum i escanejar-ho per al seu maneig i gaudi. Aquesta segona part digital del procés inclou la inversió de la imatge per fer-la positiva i generalment un augment del contrast. Diferents circumstàncies fan que la solarigrafia mostri diferents colors que semblen deure's a circumstàncies com la temperatura i la humitat als diferents moments de la impressió, a més de canvis químics en el paper durant l'exposició, segons el paper triat, i potser també al color de la llum. Altrament, la solarigrafia mostra la successió de períodes assolellats i ennuvolats de cada dia.